# Papia av Envermeu
Papia av Envermeu, också kallad Poppa, var andra gemål, eller möjligen frilla, till hertig Rickard II av Normandie. 
Papia tillhörde den normandiska adeln och var dotter till Richeldis av Envermeu. Hon blev möjligen gift med Rickard II efter att dennes första maka Judit av Bretagnes död 1017. Huruvida de faktiskt var gifta har dock ifrågasatts. Hon blev mor till ärkebiskop Malger av Rouen och greve Wilhelm av Arquer. En donation av Papia och hennes mor Richeldis till katedralen i Rouen är känd genom dokument.  

## Barn
1. Mauger, ärkebiskop av Rouen
2. William av Talou, greve av Arques